# Grégory Habeaux
Grégory Habeaux (Bassenge, 20 de octubre de 1982) es un ciclista belga que fue profesional desde 2004 hasta 2018.
En abril de 2018 anunció su retirada del ciclismo profesional debido a problemas cardíacos.

## Palmarés
2004
- 1 etapa de la Vuelta a Lieja

2011
- Dwars door het Hageland